# Juegos Asiáticos de Playa de 2008
Los I Juegos Asiáticos de Playa se celebraron en Bali (Indonesia), del 18 de octubre al 26 de octubre de 2008, bajo la denominación Bali 2008.

Participaron un total de 1665 deportistas representantes de 45 países miembros del Consejo Olímpico de Asia. El total de competiciones fue de 19 repartidas en 19 deportes.

## Proceso de candidatura
Para la primera edición de los juegos no se realizó un proceso de licitación. A pesar de que hubo otros países interesados, Bali fue elegido directamente por el Consejo Olímpico de Asia.

## Participantes

### Naciones participantes
Todos los 45 miembros del Consejo Olímpico de Asia participaron en la segunda edición de los Juegos. A continuación se detalla la lista de todas las delegaciones participantes:
| - Afganistán - Baréin - Bangladés - Bután - Brunéi - Camboya - China - Corea del Norte - Hong Kong - India - Indonesia - Irán | - Irak - Japón - Jordania - Kazajistán - Corea del Sur - Kuwait - Kirguistán - Laos - Líbano - Macao - Malasia | - Maldivas - Mongolia - Birmania - Nepal - Omán - Pakistán - Palestina - Filipinas - Catar - Arabia Saudita - Singapur | - Sri Lanka - Siria - China Taipéi - Tayikistán - Tailandia - Timor Oriental - Turkmenistán - Emiratos Árabes Unidos - Uzbekistán - Vietnam - Yemen |

### Deportes
Entre los deportes tradicionales y no tradicionales que se han disputado en los juegos, se identifican:
| - Baloncesto de 3-en-3 - Waterpolo de Playa - Natación en aguas abiertas - Balonmano playa - Kabaddi de playa | - Sepak takraw de playa - Fútbol playa - Voleibol de playa - Lucha de playa - Culturismo | - Barco-dragón - Jet ski - Parapente - silat | - Navegación a vela - Surf - Triatlón - Woodball |

## Símbolos

### Logotipo
El logotipo oficial de la primera edición de los Juegos Asiáticos de Playa simboliza al elemento del agua (principal elemento que conforma al evento deportivo) acompañado por el sol brillante del emblema del Consejo Olímpico de Asia. La selección de los efectos de la luz y del azul representa el color de las aguas de Bali.
Las dos líneas verticales representan al templo hindú Pura. Una imagen de la puerta de una casa de Bali representa la máxima hospitalidad de la sociedad de Indonesia, en honor de los deportistas visitantes de todas partes de Asia. Las dos olas representan el compromiso y el entusiasmo de la ciudad sede por celebrar los Juegos. Las letras "Bali 2008" son de color rojo para mostrar el espíritu deportivo.

### Mascota
La mascota oficial de Bali 2008 fue un estornino de Bali, conocido localmente como Jalak Bali siendo este una especie de ave endémica de la isla. El pájaro simboliza a Bali con toda su singularidad.

### Antorcha
El relevo de la Antorcha comenzó el 8 de octubre de 2008 en Java Central, famoso por su llama eterna. El fuego fue encendido con la ayuda de gas natural. Desde aquí fue llevada hasta Semarang.
El 9 de octubre de 2008, la antorcha llegó a Yakarta y al día siguiente, paseó por el Ayuntamiento, la Oficina de Deportes, y finalmente llegó al Palacio de Merdeka donde fue entregada al presidente Susilo Bambang Yudhoyono. El 10 de octubre de 2008, la antorcha partió a Bali realizando un recorrido de nueve días por 10 regiones del país. Más de 500 personas (45 por distrito) participaron como portador en el relevo de la Antorcha.

## Desarrollo

### Ceremonia de apertura
La ceremonia de inauguración se celebró en el Parque memorial Garuda Wisnu Kencana, un gran complejo cultural en Nusa Dua. Cuando la antorcha llegó al parque, los Juegos fueron inaugurados por el presidente de Indonesia, Susilo Bambang Yudhoyono
El espectáculo mostró representaciones artísticas y culturales de Indonesia, y contó con artistas internacionales como Marcos Lazarro de la India, Christian Bautista de Filipinas. Alrededor de 41 líderes de los países miembros del Consejo Olímpico de Asia y varias personalidades importantes, entre las que se cuentan la Familia Real Británica y la Familia Real de Catar asistieron a la ceremonia. 

### Medallero
| Núm.  | País                   | Oro | Plata | Bronce | Total |
| ----- | ---------------------- | --- | ----- | ------ | ----- |
| 1     | Indonesia              | 23  | 8     | 20     | 51    |
| 2     | Tailandia              | 10  | 17    | 10     | 37    |
| 3     | China                  | 6   | 10    | 7      | 23    |
| 4     | Corea del Sur          | 4   | 7     | 10     | 21    |
| 5     | Japón                  | 3   | 3     | 3      | 9     |
| 6     | Hong Kong              | 3   | 3     | 2      | 8     |
| 7     | India                  | 3   | 0     | 2      | 5     |
| 8     | Vietnam                | 2   | 5     | 3      | 10    |
| 9     | Birmania               | 2   | 3     | 0      | 5     |
| 10    | Malasia                | 2   | 2     | 6      | 10    |
| 11    | China Taipéi           | 2   | 2     | 3      | 7     |
| 11    | Pakistán               | 2   | 2     | 3      | 7     |
| 13    | Siria                  | 2   | 0     | 0      | 2     |
| 14    | Kuwait                 | 1   | 2     | 0      | 3     |
| 15    | Emiratos Árabes Unidos | 1   | 1     | 1      | 3     |
| 16    | Singapur               | 1   | 0     | 2      | 3     |
| 16    | Kazajistán             | 1   | 0     | 2      | 3     |
| 18    | Afganistán             | 1   | 0     | 1      | 2     |
| 19    | Mongolia               | 1   | 0     | 0      | 1     |
| 19    | Omán                   | 1   | 0     | 0      | 1     |
| 21    | Filipinas              | 0   | 2     | 8      | 10    |
| 22    | Brunéi                 | 0   | 2     | 3      | 5     |
| 23    | Jordania               | 0   | 1     | 0      | 1     |
| 24    | Baréin                 | 0   | 0     | 1      | 1     |
| 24    | Bangladés              | 0   | 0     | 1      | 1     |
| 24    | Macao                  | 0   | 0     | 1      | 1     |
| 24    | Maldivas               | 0   | 0     | 1      | 1     |
| TOTAL | TOTAL                  | 71  | 70    | 90     | 231   |

| Predecesor: No Tiene | I Juegos Asiáticos de Playa 2008 | Sucesor: Mascate 2010 |